# Орехек (Постойна)
Орехек (словен. Orehek) — поселення в общині Постойна, Регіон Нотрансько-крашка, Словенія. Висота над рівнем моря: 564,1 м.